# Franz Schalk
Franz Schalk (27 de maig de 1863 - 3 de setembre de 1931) fou un director d'orquestra austríac. Des de 1918 a 1929 fou el director de l'Òpera de l'Estat de Viena, un càrrec que ocupà conjuntament amb Richard Strauss de 1919 a 1924. Més tard, Schalk estigué implicat en l'establiment del Festival de Salzburg.

## Biografia
Schalk naixia a Viena, Àustria, on més tard estudià amb Anton Bruckner. Des de 1900 fou el primer kapellmeister de l'Òpera de l'Estat de Viena. Entre 1904 i 1921 fou el responsable del Gesellschaft der Musikfreunde de Viena, on va tenir alumnes com Massimo Freccia. El 1918 es convertí en director de l'Òpera Estatal de Viena; tanmateix des de 1919 fou codirector amb Richard Strauss, període durant el qual el conegut compositor va ser-ne, encara que no oficialment, el màxim responsable. i es generaren tensions durant aquesta divisió confusa de responsabilitat. Finalment Strauss va deixar el càrrec.
La citació més famosa de Schalk és "Tots els teatres són un insà asil, però un teatre d'òpera és la sala per als incurables."
Avui Schalk és sobretot famós pel seu treball popularitzant i revisant les simfonies del seu professor Bruckner. Va dirigir l'estrena de la Simfonia súm. 5 de Bruckner el 1894, però en una versió molt afectada per talls i canvis, de la majoria dels quals es creu que es van fer sense l'aprovació de Bruckner. El compositor estava massa malalt per assistir a l'estrena. La versió de Schalk fou l'única sentida per les audiències durant gairebé quaranta anys. Mentre que molts crítics han atacat Schalk per les seves alteracions de les versions originals dels treballs de Bruckner, altres han assenyalat que, sense el seu treball que el popularitzà, la música de Bruckner podria haver romàs desconeguda. El director Leon Botstein fou un defensor prominent de les versions de Schalk de la música de Bruckner.
Schalk també va estar implicat en la primera publicació de la Simfonia núm. 10 de Mahler. Schalk fou el responsable de l'estrena de l'òpera de Die Frau ohne Schatten de Richard Strauss el 1919.
Morí el 1931, a l'edat de 68 anys. Part del seu treball com a director s'ha conservat i està disponible en CD. El seu germà més gran, Joseph, fou també un director prominent i músic.